# پاتانکا
پاتانکا (به اسپانیایی: Phatanka) یک کوه در پرو است که در Peru, Cusco Region واقع شده‌است. پاتانکا ۵٬۲۰۰ متر بالاتر از سطح دریا واقع شده‌است.